# Brunswick Circuit Pro Bowling
Brunswick Circuit Pro Bowling és un videojoc de bitlles americanes per la Nintendo 64, ordinador i PlayStation llançat el 1999 i/o 1998 depenent de la versió (les versions per PC i PlayStation van ser llançades el 1998).

## Jugabilitat
En aquest videojoc hi ha els següents modes:
- Exhibition
- Skins
- Tournament
- Career
- Practice
- Cosmic

## Brunswick Circuit Pro Bowling 2
Una continuació, anomenada Brunswick Circuit Pro Bowling 2 va ser llançada només per PS1. El videojoc es caracteritza per l'afegiment de nous personatges (ara amb personatges femenines), un fàcil sistema de control i altres.